# Boris Bazilewski
Boris Wasiliewicz Bazilewski, ros. Борис Васильевич Базилевский (ur. 7 czerwca 1885 w Kamieńcu Podolskim, zm. 24 lutego 1955 w Nowosybirsku) – radziecki wykładowca akademicki astronomii, fizyki, matematyki i geodezji, profesor, publicysta i wydawca naukowy, zastępca burmistrza okupowanego Smoleńska podczas II wojny światowej.
W 1904 roku ukończył gimnazjum w Jekaterynburgu. Studiował na wydziale fizyczno-matematycznym uniwersytetu w Sankt Petersburgu. Studia zakończył w 1910 roku. Pracował jako fizyk w obserwatorium meteorologicznym w Słucku, a następnie wykładał matematykę, fizykę i kosmologię na Uniwersytecie Warszawskim i szkole realnej w Warszawie. W 1919 roku zamieszkał w Smoleńsku, gdzie na miejscowym uniwersytecie stanął na czele katedry fizyki i astronomii. Jednocześnie został zastępcą ds. naukowo-szkoleniowych dyrektora smoleńskiego państwowego instytutu pedagogicznego. W 1926 roku został szefem obserwatorium astronomicznego w Smoleńsku. W 1929 roku uzyskał tytuł profesora. W latach 1929–1931 wydawał czasopismo naukowe "Тpуды астpономической обсеpватоpии СГПИ", był też autorem wielu artykułów z zakresu astronomii, matematyki i fizyki w innych pismach. Wkrótce został przewodniczącym smoleńskiego oddziału Wszechzwiązkowego Towarzystwa Astronomiczno-Geodezyjnego przy Akademii Nauk ZSRR. Po zajęciu Smoleńska przez wojska niemieckie latem 1941 r. został wyznaczony jego burmistrzem, ale zrezygnował z tej funkcji. Od lipca tego roku był zastępcą burmistrza Borysa G. Mienszagina. 1 października 1942 roku stanął na czele reaktywowanego przez Niemców Smoleńskiego Seminarium Pedagogicznego. Zatrudniał w nim wielu młodych ludzi i byłych jeńców wojennych, ratując przed wysłaniem na roboty przymusowe w Rzeszy. Po wyzwoleniu Smoleńska przez Armię Czerwoną 25 września 1943 r. był przesłuchiwany przed komisją ds. zbrodni katyńskiej pod przewodnictwem prof. Nikołaja Burdenki. Władze sowieckie nie aresztowały go. W lutym 1944 r. przyjechał do Nowosybirska, gdzie został wykładowcą astronomii na katedrze astronomii, dziekanem wydziału fizyczno-matematycznego i szefem katedry geodezji miejscowego uniwersytetu. Jednocześnie wykładał też w Nowosybirskim Instytucie Inżynierów Geodezji i Kartografii. Po zakończeniu wojny w 1946 r. jako świadek strony sowieckiej na procesie norymberskim oskarżał Niemców o dokonanie zbrodni katyńskiej. Jego wystąpienie było jednak najsłabszym ogniwem sowieckiej manipulacji, gdyż nie pochodziło z autopsji, lecz z informacji uzyskanych od osób trzecich. Ponadto jego zeznania robiły wrażenie przygotowanych wcześniej i wyuczonych na pamięć, co było prawdą.